# Christian August Krieg
Christian August Krieg (* 16. Februar 1740 in Weißenfels; † 17. Mai 1814 in Dresden) war ein deutscher Kantor.

## Leben
Christian August Krieg, Sohn eines Schneiders, besuchte zunächst das Gymnasium in Weißenfels und studierte ab April 1761 in Leipzig Theologie.
Am 25. Jul 1776 wurde er in Luckau zum Kantor der Nikolaikirche berufen. Thomaskantor Johann Friedrich Doles hatte ihn mit folgenden Zeilen empfohlen:

„Es hat der Studiosus Herr Krieg zeit seines Hierseyns in den Wißenschaften überhaupt als auch in der Musik solche profectus gemacht, daß er einem Amte, das Musik und Wißenschaften erfordert, wohl vorstehen kann; weswegen ich auch ihn allen hohen Gönnern und Patronen zu empfehlen kein Bedenken trage, und die gewißeste Hoffnung habe, er werde mit seinen Talenten der Jugend gute und nützliche Dienste leisten können.
Leipzig d. 23. April 1776.“

Ende 1793 wechselte er als stellvertretender Kantor der Dreikönigskirche und Lehrer der Dreikönigschule nach Dresden Neustadt. Als ebenda der alte Kantor Gottlieb August Buschmann 1799 starb, wurde Krieg sein Nachfolger.
1798 hatte er sich vergeblich auf die Nachfolge von Johann Christoph Kessel als Kantor in Freiberg beworben.

## Werke
Zur Aufführung veränderte Krieg viele Kirchentexte und unterlegte den Kirchenstücken zuweilen auch neue Texte.
In der Kantoreibibliothek Luckau befinden sich etliche Notenmanuskripte seiner Hand.